# إميل ترينر
إميل ترينر (بالتشيكية: Emil Triner)‏ مواليد 15 مارس 1961، هو سائق راليات تشيكي سابق بدأ مسيرته في سنة 1993. كان أول رالي له هو رالي مونت كارلو 1993. تسابق في بطولة العالم للراليات.